# Katie Douglas (actrice)
Pour les articles homonymes, voir Katie Douglas et Douglas.
Katie Douglas, est une actrice canadienne, née le 19 octobre 1998 à Burlington en Ontario.
Elle se fait connaître grâce au rôle de la série télévisée Spooksville (2013), pour laquelle elle obtient le Daytime Emmy Award de la meilleure interprète dans une série télévisée pour enfants ou enfants d'âge préscolaire,, ainsi que le long métrage Compulsion (2013).

## Biographie

### Enfance et formations
Katie Douglas naît le 19 octobre 1998 à Burlington, en Ontario. Elle étudie à la Nelson High School (Ontario).

### Carrière
À l'âge de 6 ans, Katie Douglas apparait sur les écrans dans des publicités, puis sur scène avec le Great Big Theatre Company. Elle joue quelques petits rôles dans plusieurs séries, comme dans Alphas.
En 2013, le public la découvre dans la série télévisée Spooksville, dans lequel elle obtient l'un des rôles principaux, celui de Sally Wilcox. Même année, elle décroche le rôle de Saffron dans le long métrage Compulsion.

### Vie privée
Katie Douglas a une sœur, Sarah Douglas.

## Filmographie

### Longs métrages
- 2013 : Compulsion de Egidio Coccimiglio : Saffron (jeune)
- 2018 : Every Day de Michael Sucsy  : Megan
- 2018 : Level 16 de Danishka Esterhazy : Vivien
- 2025 : La Nuit des clowns (Clown in a Cornfield) d'Eli Craig : Quinn Maybrook

### Films
- 2011 : Stay With Me de Tim Southam : Lucy
- 2012 : Sunshine Sketches of a Little Town de Don McBrearty : Rose Leacock
- 2018 : Believe Me : Enlevée par un tueur (Believe Me: The Abduction of Lisa McVey) de Jim Donovan : Lisa McVey
- 2019 : Thicker Than Water de Caroline Labrèche : Addie Decker
- 2023 : The girl who escaped de Simone Stock : Kara Robinson

### Séries télévisées
- 2008 : Flashpoint : Jennifer Sabiston
- 2012 : Alphas : Nina (adolescente)
- 2013 : Spooksville : Sally Wilcox (22 épisodes)
- 2013-2014 : Defiance : Irisa (jeune) / Irzu / Petite fille (10 épisodes)
- 2014 : Saving Hope, au-delà de la médecine (Saving Hope) : Tatum
- 2014 : Max & Shred : Mélanie (2 épisodes)
- 2016 : Eyewitness : Bella Milonkovic (4 épisodes)
- 2016 : Raising Expectations : Connor Wayney (26 épisodes)
- 2017 : Les Chroniques de la peur (Creeped Out) : Indigo (Saison 1, épisodes 12 & 13)
- 2017-2019: Dre Mary : mort sur ordonnance (Mary Kills People) :  Naomi Malik (15 épisodes)
- 2018 : Seule contre tous : Amanda Parson (2 épisodes)
- 2019 : Nurses : Sasha
- 2021 : Pretty Hard Cases : Jackie Sullivan
- 2021-... : Ginny & Georgia : Abby Littman

## Distinction
- Daytime Emmy Award 2014 : meilleure interprète dans une série télévisée pour enfants ou enfants d'âge préscolaire[1],[2] (Spooksville)